# Liste des reptiles de Guyane
La classe des reptiles est représentée en Guyane par au moins 167 espèces, réparties respectivement en 16 tortues, 4 caïmans, 3 amphisbènes, 37 lézards, 8 geckos, 2 iguane et 97 serpents.
Une liste actualisée et révisée a été publiée en 2008.
NB : Bien qu'appartenant phylogénétiquement aux reptiles, les oiseaux sont exclus de cette liste. Il est par ailleurs possible de consulter la liste des oiseaux de Guyane.

## Statuts de protection des reptiles en Guyane
Il existe en Guyane trois statuts pour les espèces animales :
- Les espèces intégralement protégées (interdiction de les tuer ou de faire le commerce de l'animal ou d'une de ses parties) comprennent :
  - la tortue luth Dermochelys coriacea
  - la tortue caouanne Caretta caretta
  - la tortue olivâtre Lepidochelys olivacea
  - la tortue à écailles Eretmochelys imbricata
  - la tortue verte Chelonia mydas
  - le Caïman noir Melanosuchus niger
  - la platemyde à tête orange Platemys platycephala
  - la tortue de rivière de Cayenne Podocnemus unifilis
  - la tortue Matamata Chelus fimbriatus
  - le boa émeraude Corallus caninus
- Les espèces chassables mais non commercialisables (pour la consommation ou l'utilisation personnelle)
  - cette catégorie comprend la plupart des espèces, mais sont principalement concernés les caïmans, les tortues non protégées intégralement et les gros serpents (Boa constrictor, anaconda) chassés pour leur chair.
- Les espèces chassables et commercialisables
  - parmi les reptiles, seul l'Iguane (Iguana iguana) appartient à cette catégorie. Sa chair et ses œufs sont particulièrement appréciés par la plupart des communautés.

## Ordre:Testudines(tortues)
On compte 16 espèces de tortues en Guyane dont 5 tortues marines.

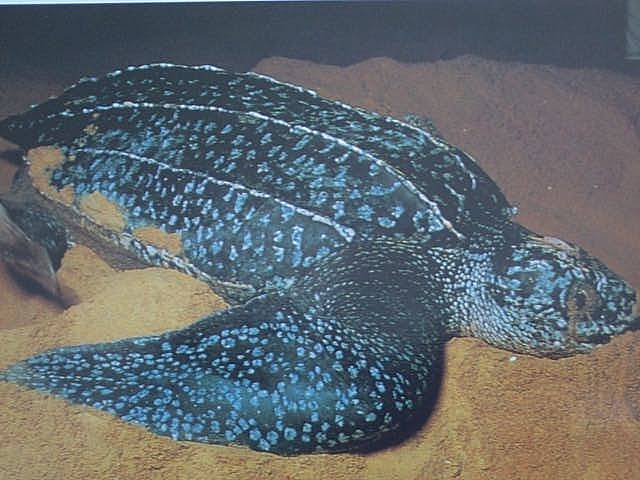
Tortue luth, Dermochelys coriacea

### Super-famille:Chelonioidea(tortues marines)
- Tortue luth, Dermochelys coriacea (Vandelli, 1761) - espèce intégralement protégée en Guyane
- Tortue caouanne, Caretta caretta  (Linné, 1758) - espèce intégralement protégée en Guyane
- Tortue franche, tortue verte, Chelonia mydas  (Linné, 1758) - espèce intégralement protégée en Guyane
- Tortue à écailles, tortue imbriquée, karet, Eretmochelys imbricata  (Linné, 1766) - espèce intégralement protégée en Guyane
- Tortue olivâtre, toti jo, toti yon, Lepidochelys olivacea  (Eschscholtz, 1829) - espèce intégralement protégée en Guyane

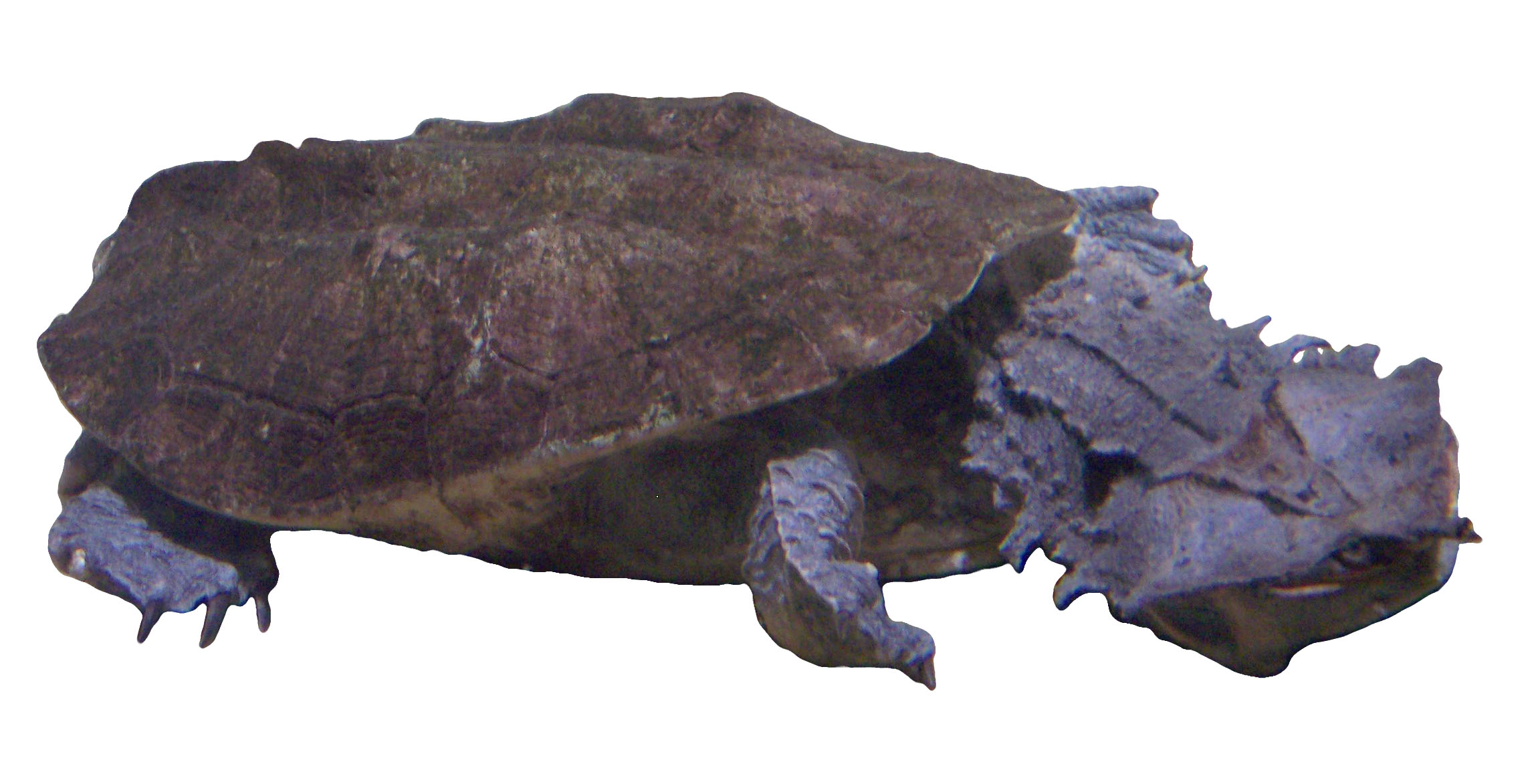
Tortue matamata, Chelus fimbriatus

### Famille:Chelidae
- Tortue Matamata, toti sepa, Chelus fimbriatus (Schneider, 1783) - espèce intégralement protégée en Guyane
- Platémyde bossue, tortue bossue, Phrynops gibbus (Schweigger, 1812)
- Platémyde de Schweigger, tortue à tête de crapaud, Phrynops nasutus (Schweigger, 1812)
- Platemyde à tête orange, platémyde à tête plate orientale, Platemys platycephala  (Schneider, 1792) - espèce intégralement protégée en Guyane

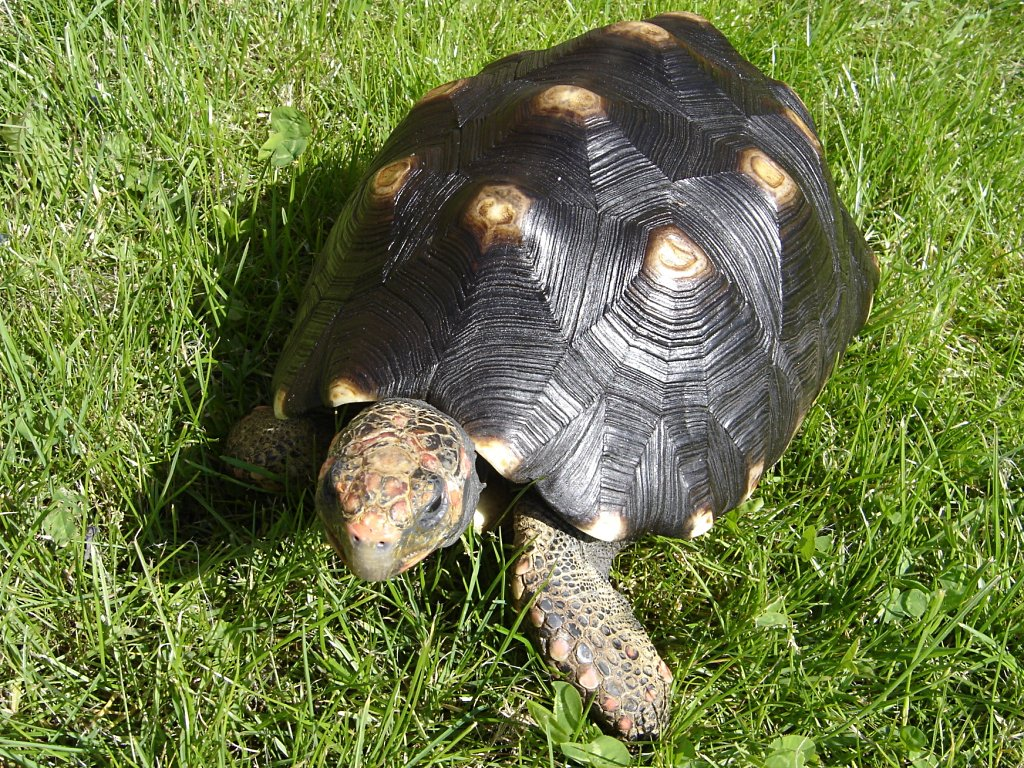
Tortue charbonnière, Geochelone carbonaria

### Famille:Testudinidae
- Tortue terrestre denticulée, toti ter, Chelonoidis denticulata (Linné, 1766)
- Tortue de terre des savanes, tortue charbonnière, toti, Geochelone carbonaria (Spix, 1824)

### Famille:Kinosternidae
- Cinosterne de l'amazone, tortue scorpion, racaca, Kinosternon scorpioides (Linné, 1766)

### Famille:Pelomedusidae
- La peltocéphale, peltocéphale de Duméril, Peltocephalus dumerilianus (Schweigger, 1812)

### Famille:Emydidae
- Rhinoclemmys ponctuée commune, tortue ponctulaire, Rhinoclemmys punctularia (Daudin 1801)

### Famille:Pelomedusidae
- Podocnémide géante, podocnémide élargie, Podocnemis expansa (Schweigger, 1812)
- Podocnémide de Cayenne, tortue de l'Amazone à taches jaunes, tortue de rivière de Cayenne, taouarou, Podocnemis unifilis Troschel, 1848 - espèce intégralement protégée en Guyane

## Ordre:Crocodilia
On compte 4 espèces de caïmans en Guyane.

### Famille:Alligatoridae

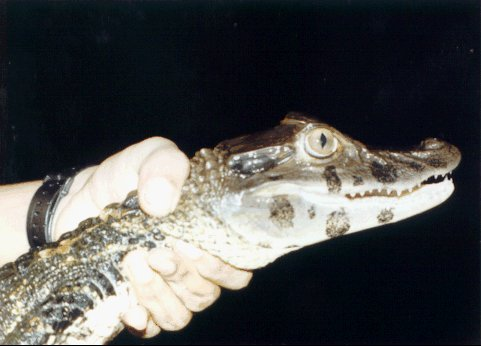
Caïman noir, Melanosuchus niger

- Caïman noir, Melanosuchus niger (Spix, 1825) - espèce intégralement protégée en Guyane
- Caïman à lunettes, Caiman crocodilus (Linnaeus, 1758) - espèce interdite au commerce en Guyane
- Caïman rouge, caïman nain de Cuvier, Paleosuchus palpebrosus (Cuvier, 1807) - espèce interdite au commerce en Guyane
- Caïman gris, Paleosuchus trigonatus (Schneider, 1801) - espèce interdite au commerce en Guyane

## Ordre:Squamata

### Sous-ordre:Amphisbaenia
On compte 3 espèces d'amphisbène en Guyane.

#### Famille:Amphisbaenidae
- Amphisbène, serpent à deux têtes, Amphisbaena alba (Linné, 1758)
- Amphisbène, serpent à deux têtes, Amphisbaena fuliginosa (Linné, 1758)
- Amphisbène, serpent à deux têtes, Amphisbaena slevini (Schmidt, 1936)

### Sous-ordre:Autarchoglossa
On compte environ 37 espèces de lézards en Guyane.

#### Famille:Gymnophthalmidae
- Lézard haxagone, Alopoglossus angulatus (Linné, 1758)
- Lézard de Theodorus, Alopoglossus theodorusi (Ribeiro-Junior, Meri & Fouquet, 2020)
- Lézard à grandes écailles, Alopoglossus brevifrontalis (Boulenger, 1912)
- Arthrosaure de Kock, Arthrosaura kockii (Van Lidth de Jeude, 1904)
- Arthrosaure réticulé, Arthrosaura reticulata (O'Shaughnessy, 1881)
- Chalcide fouisseur, Bachia flavescens (Bonnaterre, 1789)
- Cercosaure occelé, Cercosaura ocellata (Wagler, 1830)
- Cercosaure aux cent yeux, Cercosaura argulus (Peters, 1863)
- Cercosaure des bas-fonds, Cercosaura sp1
- Gymnophtalme d'Underwood, Gymnophtalmus underwoodi (Grant, 1958)
- Iphise élégante, Iphisa elegans (Gray, 1851)
- Léposome des Guyanes, Loxopholis guianense (Ruibal, 1952)
- Neusticure sillonné, Neusticurus bicarinatus (Linné, 1758)
- Neusticure du Suriname, Neusticurus surinamensis (Boulenger, 1900)
- Trétioscinque à queue bleue, Tretioscincus agilis (Ruthven, 1916)

#### Famille:Dactyloidae
- Anolis doré, Anolis auratus (Daudin, 1802)
- Anolis à fanon bleu, Anolis chrysolepis (Duméril & Bibron, 1837)
- Anolis brun doré, Anolis fuscoauratus (Duméril & Bibron, 1837)
- Anolis lichen, Anolis ortonii (Cope, 1869)
- Anolis de la Guadeloupe, Ctenonotus marmoratus (Duméril & Bibron, 1837) - espèce allochtone
- Anolis ponctué, Dactyloa punctata (Daudin, 1802)

#### Famille:Polychrotidae
- Polychre chaméléon, Polychrus marmoratus (Linné, 1758)

#### Famille:Scincidae
- mabuya à deux lignes, Varzea bistriata (Spix, 1825)
- Mabuya à points noirs, Copeoglossum nigropunctatum (Spix, 1825)

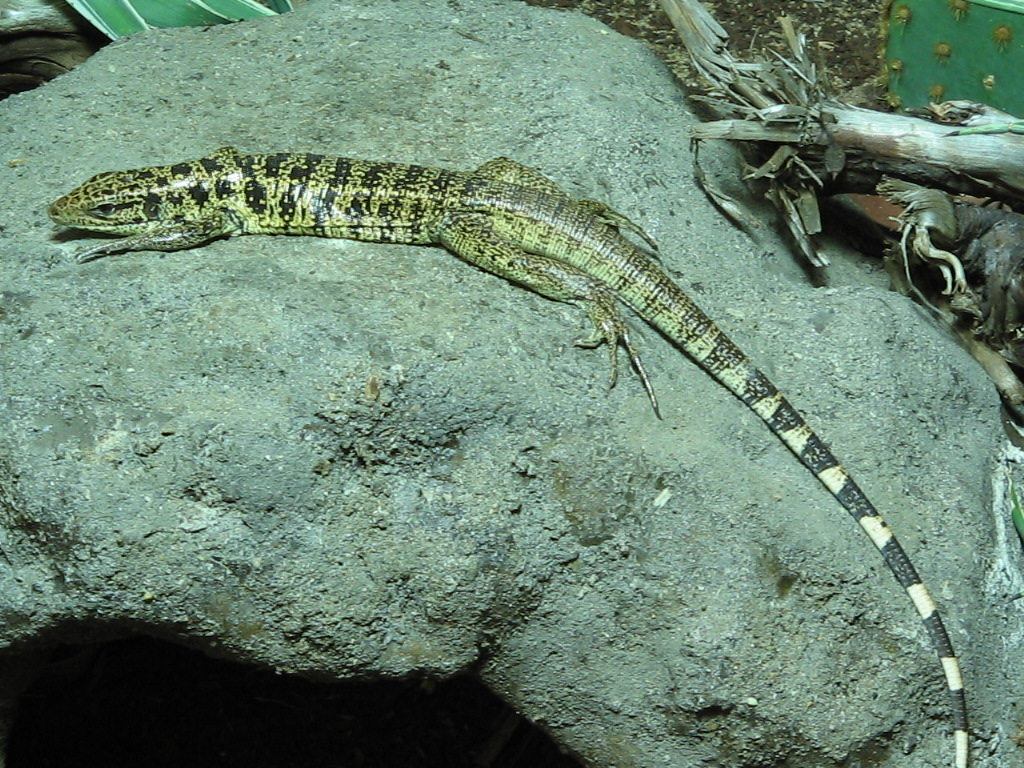
Téju, Tupinambis teguixin

#### Famille:Teiidae
- lézard arc en ciel,Ameiva ameiva (Liné 1758)
- Lézard coureur galloné, Cnemidophorus lemniscatus (Linné, 1758)
- Lézard des sables, Cnemidophorus cryptus (Cole & Dessauer 1993)
- Lézard Caïman, Crocodilurus amazonicus (Spix, 1825)
- Dracène d'Amazonie, Dracaena guianensis (Daudin, 1802)
- Kentropyx des chablis, Kentropyx calcarata (Spix, 1825)
- kentropyx strié, Kentropyx striata (Daudin, 1802)
- Téju, Tupinambis teguixin (Linné, 1758)

#### Famille:Tropiduridae
- Tropidure plissé, Plica plica (Linné, 1758)
- Tropidure ombré, Plica umbra (Linné, 1758)
- Tropidure à  collier, Tropidurus hispidus (Spix, 1825)
- Tropidure azuré, Uracentron azureum (Linné, 1758)
- Tropidure sourcilleux, Uranoscodon superciliosus (Linné, 1758)

### Sous-ordre:Gekkota(geckos)
Ce sous-ordre comprend 8 espèces en Guyane.

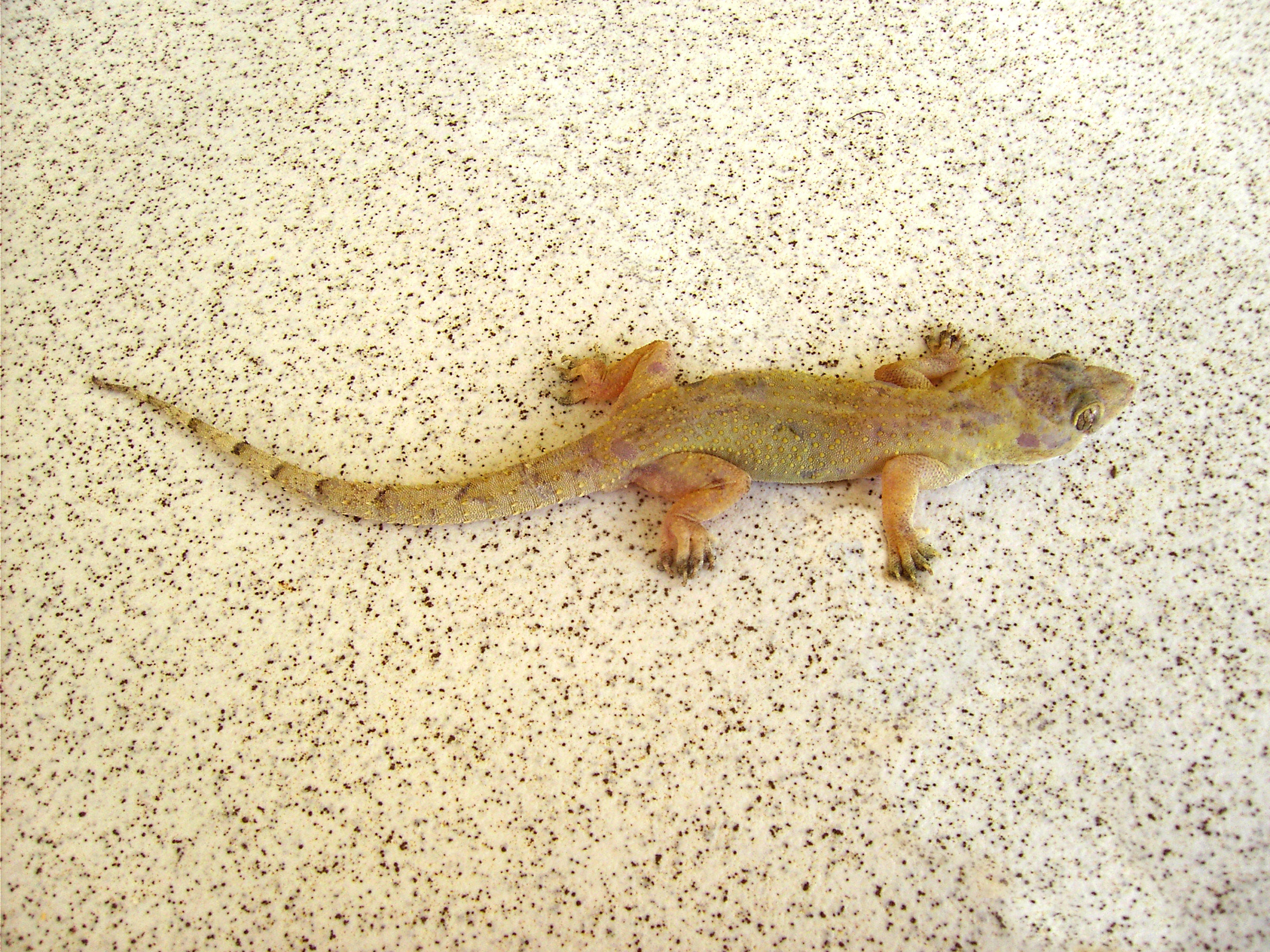
Margouillat, Hemidactylus mabouia

#### Famille:Gekkonidae
- Gecko mutilé, Gehyra mutilata (Wiegmann, 1835)
- Margouillat, Hemidactylus mabouia (Moreau de Jonnès, 1818)
- Gecko demi-deuil, Lepidodactylus lugubris (Duméril & Bibron, 1836))

#### Famille:Sphaerodactylidae
- Gecko nain d'amazonie, Chatogekko amazonicus (Andersson, 1918)
- Pseudogonatode des Guyanes, Pseudogonatodes guianensis (Parker, 1935)
- Gonatode aux yeux bleus, Gonatodes annularis (Boulenger, 1887)
- Gonatode des carbets, Gonatodes humeralis (Guichenot, 1855)
- Lepidoblephare de Heyer, Lepidoblepharis heyerorum (Vanzolini, 1978)

#### Famille:Phyllodactylidae
- Gecko à pattes de canard, Thecadactylus rapicauda (Houttuyn, 1782)

### Sous-ordre:Iguania(iguanes et caméléons)
Ce sous-ordre comprend 1 espèce en Guyane.

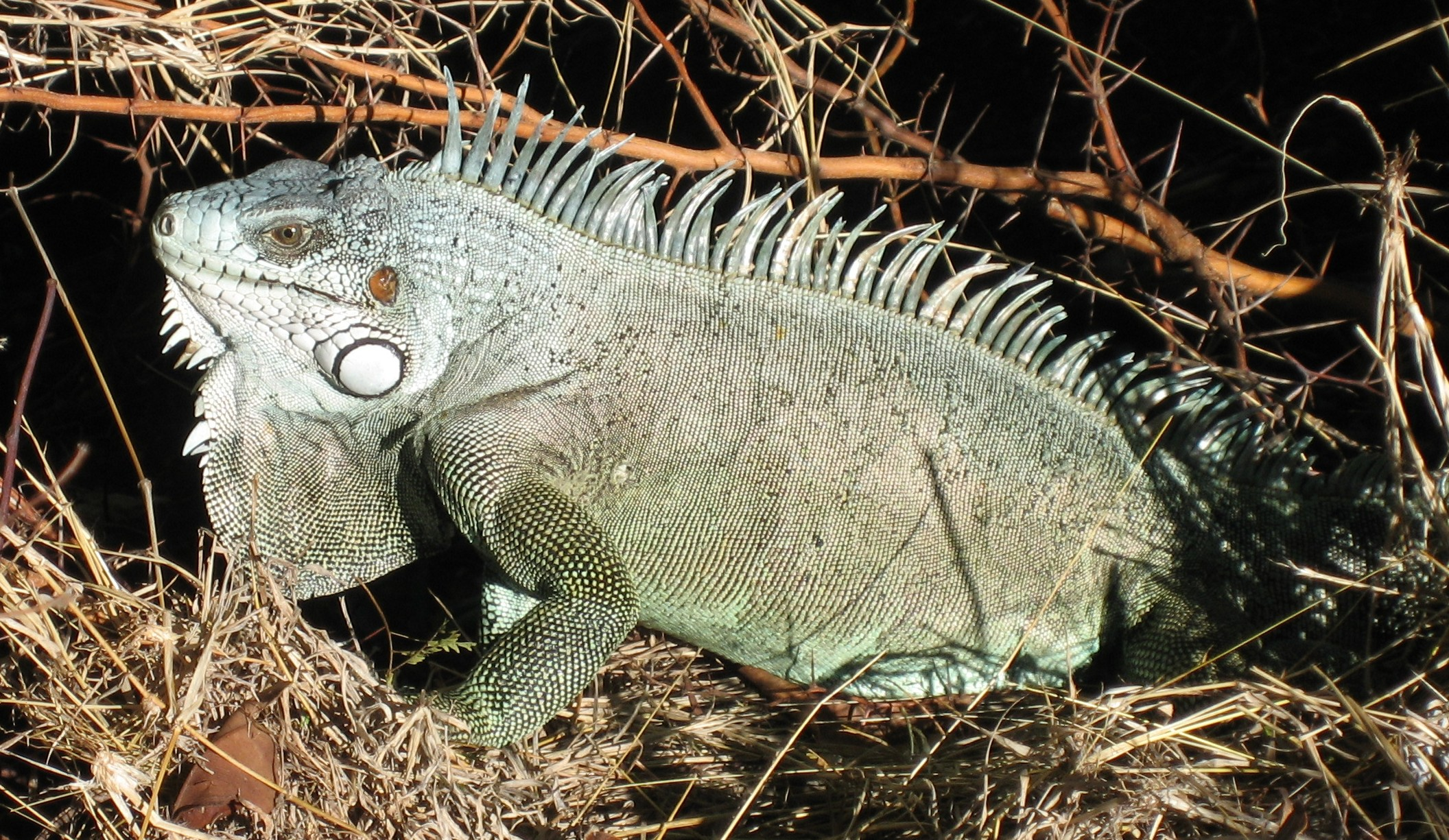
Iguane vert, Iguana iguana

#### Famille:Iguanidae
- Iguane, Iguana iguana (Linnaeus, 1758) - seul reptile dont le commerce est autorisé

### Sous-ordre:Serpentes(serpents)
On compte 97 espèces de serpents en Guyane.

#### Famille:Aniliidae
- Genre : Anilius
  - Serpent à deux têtes, faux corail, Anilius scytale (Linné, 1758)

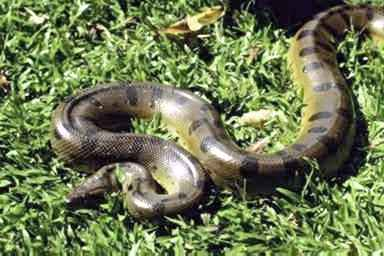
Anaconda vert, Eunectes murinus

#### Famille:Boidae
- Genre : Boa
  - Couleuvre de terre, Boa constrictor (Linné, 1758)
- Genre : Corallus
  - Boa émeraude, boa canin, faux jacquot, Corallus caninus  (Linné, 1758) - espèce intégralement protégée en Guyane
  - Boa de Cook, grage marécage, boa d'amazonie, Corallus hortulanus (Linné, 1758)
- Genre : Epicrates
  - Boa arc-en-ciel, Epicrates cenchria (Linné, 1758)
  - Boa des plaines, Epicrates maurus (Gray, 1849)
- Genre : Eunectes
  - Anaconda nain, couleuvre d'eau, Eunectes deschauenseei (Dunn et Conant, 1936)
  - Couleuvre d'eau, Anaconda géant, Eunectes murinus (Linnaeus, 1758)

#### Famille:Colubridae
- Genre : Atractus
  - Actractus Faux-corail, Atractus badius (Boie, 1827)
  - Atractus fade, Atractus flammigerus (Boie, 1827)
  - Atractus latifrons, Atractus latifrons (Günther, 1868)
  - Atractus de Tréfaut, Atractus trefauti (Melo-Sampaio et al, 2019)
  - Atractus torquatus, Atractus torquatus (Duméril, Bibron & Duméril, 1854)
  - Atractus de Schach, Atractus schach (Boie, 1827)
  - Atractus à ventre de feu, Atractus zidoki (Gasc & Rodrigues, 1979)
- Genre : Chironius
  - Chasseur à flanc bleu, Chironius carinatus (Linné, 1758)
  - Chasseur souligné, Chironius exoletus (Linné, 1758)
  - Chasseur masqué, Chironius fuscus (Linné, 1758)
  - Chasseur démesuré, Chironius multiventris (Schmidt et Walker, 1943)
  - Chasseur agouti, Chironius scurrulus (Wagler, 1824)
- Genre : Clelia
  - Mussurana, Clélie obscure, Clelia clelia (Daudin, 1803)
- Genre : Dendrophidion
  - Chasseur fouet, Dendrophidion dendrophis (Schegel, 1837)
- Genre : Dipsas
  - Dipsas à nuque rousse, Dipsas catesbyi (Sentzen, 1796)
  - Dipsas à museau jaune, Dipsas copei (Günther, 1872)
  - Dipsas à miroir, Dipsas indica (Laurenti, 1768)
  - Dipsas à col blanc, Dipsas pavonina (Schlegel, 1837)
  - Dipsas varié, Dipsas variegata (Duméril & Bibron, 1854)
- Genre : Drepanoides
  - Couresse rouge, Drepanoides anomalus (Jan, 1863)
- Genre : Drymarchon
  - Chasseur indigo, Drymarchon corais (Boie, 1827)
- Genre : Drymobius
  - Couleuvre petit-carreaux, Drymobius rhombifer (Günther, 1860)
- Genre : Drymoluber
  - Couleuvre sévère, Drymoluber dichrous (Peters, 1863)
- Genre : Erythrolamprus
  - Couresse Faux corail, Erythrolamprus aesculapii (Linné, 1766)
  - Couresse camuse, Erythrolamprus breviceps (Cope, 1861)
  - Couresse des vasières, Erythrolamprus cobellus (Linné, 1758)
  - Couresse sublime, Erythrolamprus miliaris (Linné, 1758)
  - Couresse royale, Erythrolamprus reginae (Linné, 1758)
  - Couresse verdâtre, Erythrolamprus typhlus (Linné, 1758)
- Genre : Helicops
  - Helicope anguleux, Helicops angulatus (Linné, 1758)
  - Helicops léopard, Helicops leopardinus (Schlegel, 1837)
- Genre : Hydrodynastes
  - Hydrodynaste annelé, Hydrodynastes bicinctus (Hermann, 1804)
  - Hydrodynaste géant, Hydrodynastes gigas (Duméril, 1853)
- Genre : Hydrops
  - Hydrope à collier, Hydrops triangularis (Wagler, 1824)
- Genre : Imantodes
  - Imantode à nuque tatoué, Imantodes cenchoa (Linné, 1758)
  - Imantode rouquin, Imantodes lentiferus (Cope, 1894)
- Genre : Leptodeira
  - Serpent coco, Diane maculé, Leptodeira annulata (Linné, 1758)
- Genre : Leptophis
  - Liane perroquet, Leptophis ahaetulla (Linné, 1758)
- Genre :lygophis
  - Couresse rubanée, Lygophis lineatus (Linné, 1758)
- Genre : Mastigodryas
  - Chasseur des jardins, Mastigodryas boddaerti (Sentzen, 1796)
- Genre : Oxybelis
  - Serpent-liane à gueule noire, Oxybelis aeneus (Wagler, 1824)
  - Serpent-liane vert, Oxybelis fulgidus (Daudin, 1803)
- Genre : Oxyrhopus
  - Faux-corail à col jaune, Oxyrhopus aff. melanogenys (Tschudi, 1845)
  - Oxyrhope à nez jaune, Oxyrhopus occipitalis (Weid, 1820)
  - Oxyrhope madras, Oxyrhopus petolarius (Linné, 1758)
- Genre : Palusophis
  - Chasseur des savanes, Palusophis bifossatus (Raddi, 1820)
- Genre : Philodryas
  - Chasseresse des savanes, Philodryas olfersii (Lichtenstein, 1823)
  - Chasseresse émeraude, Chlorosoma viridissima (Linné, 1758)
- Genre : Phimophis
  - Phimophide des Guyanes, Phimophis guianensis (Troschel, 1848)
- Genre : Phrynonax'
  - Chasseur menacant, Phrynonax polylepis (Peters, 1867)
- Genre : Pseudoboa
  - Pseudoboa écarlate, Pseudoboa coronata (Schneider, 1801)
  - Pseudoboa nasique, Pseudoboa neuwiedii (Duméril, Bibron & Duméril, 1854)
- Genre : Pseudoeryx
  - Pseudoeryx écailleux, Pseudoeryx plicatilis (Linné, 1758)
- Genre : Rhinobothryum
  - Couleuvre Faux corail, Rhinobothryum lentiginosum (Scopoli, 1785)
- Genre : Sibon
  - Sibon nébuleux, Sibon nebulatus (Linné, 1758)
  - Sibon noir et blanc, Sibon nigralbus (Fouquet et al. 2025)
- Genre : Siphlophis
  - Diane arlequin, Siphlophis cervinus (Laurenti, 1768)
  - Diane à tête orange, Siphlophis compressus (Daudin, 1803)
- Genre : Spilotes
  - Chasseur demi-deuil, Spilotes pullatus (Linné, 1758)
  - Chasseur souffré, Spilotes sulphureus (Linné, 1758)
- Genre : Taeniophallus
  - Couresse à nez court, Taeniophallus brevirostris (Peters, 1863)
  - Couresse à point crème, Taeniophallus nicagus (Cope, 1868)
- Genre : Tantilla
  - Couleuvre à tête noir, Tantilla melanocephala (Linné, 1758)
- Genre : Thamnodynastes
  - Liane coifée, Thamnodynastes pallidus (Linné, 1758)
- Genre : Xenodon
  - Xenodon petit carreaux, Xenodon rhabdocephalus (Wied, 1824)
  - Xenodon à monocle, Xenodon severus (Linné, 1758)
  - Xenodon vert, Xenodon werneri (Eiselt, 1963)
  - Xenodon des savanes, Xenodon merremii (Wagler, 1824)
- Genre : Xenopholis
  - Couresse échelette, Xenopholis scalaris (Wucherer, 1861)
- Genre : Xenoxybelis
  - Serpent liane à gorge verte, Xenoxybelis argenteus (Daudin, 1803)

#### Famille:Elapidae
- Genre : Micrurus
  - Serpent-corail à collier, Micrurus collaris (Schlegel, 1837)
  - Serpent-corail à collier d'or, Micrurus hemprichii (Jan, 1858)
  - Serpent-corail, Micrurus diutus (Burger, 1955)
  - Serpent-corail col rouge, Micrurus lemniscatus (Linné, 1758)
  - Serpent-corail ségmenté, Micrurus psyches (Daudin, 1803)
  - Serpent-corail à tête rouge, Micrurus surinamensis (Cuvier, 1817)

#### Famille:Leptotyphlopidae
- Genre : Epictia
  - sans nom ?, Epictia tenella (Klauber, 1939)
- Genre : Habrophallos
  - Serpent aveugle à collier, Habrophallos collaris Hoogmoed, 1977
- Genre : Trilepida
  - Serpent aveugle à grandes écailles, Trilepida macrolepis (Peters, 1857)
- Genre : Siagonodon
  - Serpent aveugle strié, Siagonodon septemstriatus (Schneider, 1801)
  - Serpent aveugle des termitière, Siagonodon cupinensis (Bailey & Carvalho, 1946)

#### Famille:Typhlopidae
- Genre : Liotyphlops
  - Serpent aveugle de Ternetz, Liotyphlops ternetzii (Boulenger, 1896)
- Genre : Typhlops
  - Typhlops réticulé, Amerotyphlops reticulatus (Linné, 1758)
- Genre : Typhlophis
  - Serpent aveugle écailleux, Typhlophis squamosus (Schlegel, 1839)

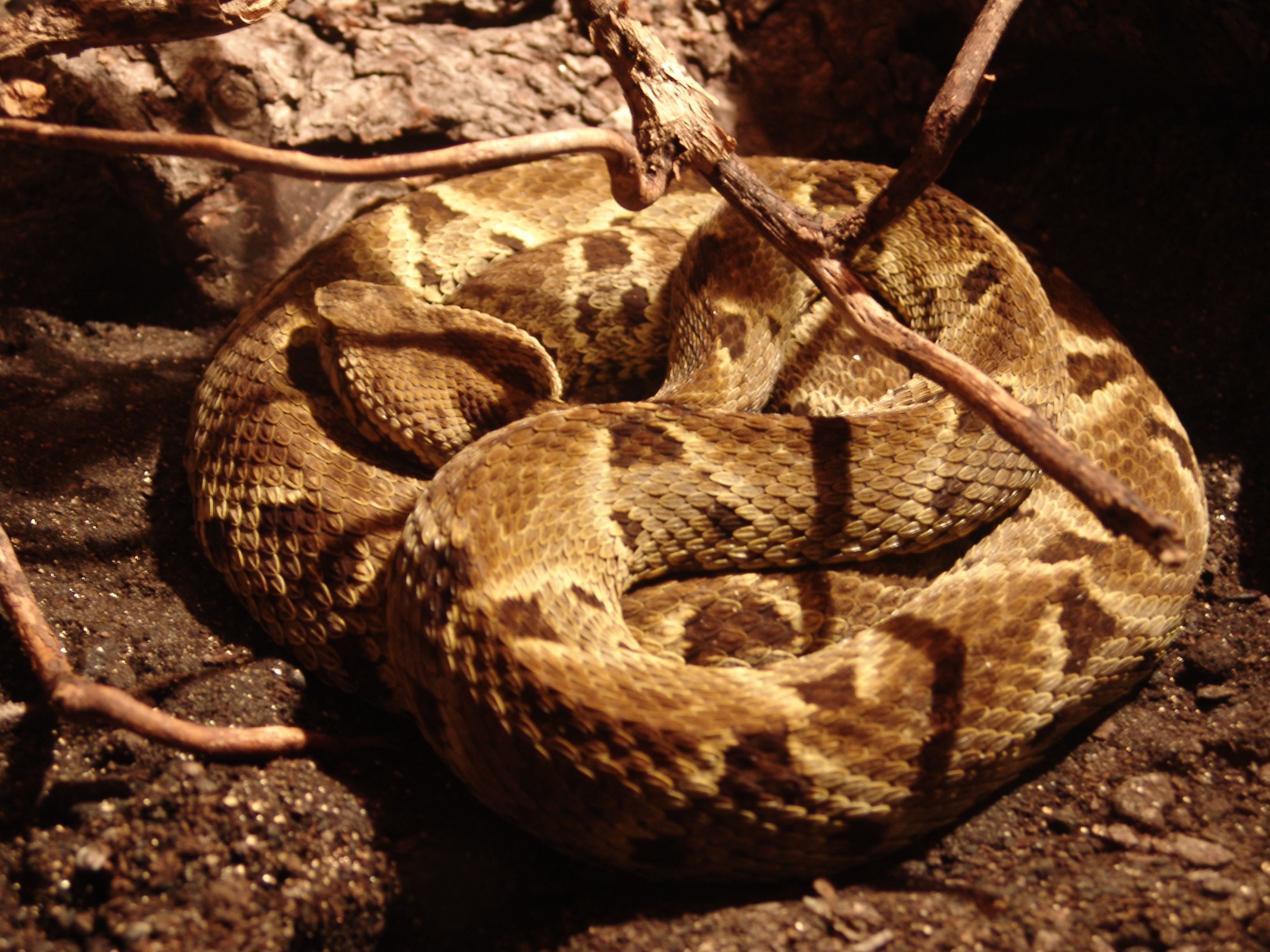
Grage commun, Bothrops atrox

#### Famille:Viperidae
- Genre : Bothrops
  - Fer de lance, Grage commun, grage, Bothrops atrox (Linné, 1758)
  - Grage jacquot, Grage vert, Bothrops bilineatus (Wied, 1825)
  - Bothrops oligobalius, Bothrops oligobalius (Dal Vechio (d) et al., 2021)
  - Grage lichen, Bothrops taeniatus (Wagler, 1824)
- Genre : Crotalus

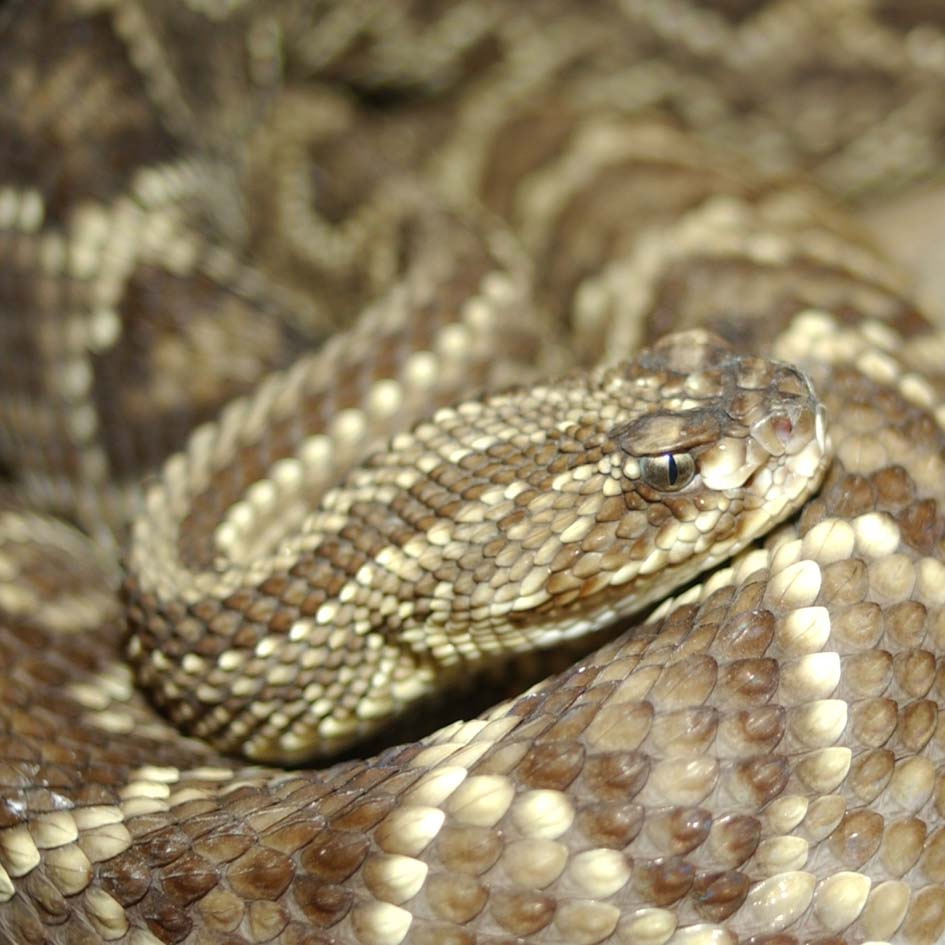
crotale, Crotalus durissus

- - Crotale des tropiques, Crotale cascabelle, Crotalus durissus (Linné, 1758)
- Genre : Lachesis
  - Maître de la brousse, grage grands-carreaux, Lachesis muta (Linné, 1758)